# Strone
Strone, schottisch-gälisch: An t-Srón, ist eine kleine Ortschaft auf der schottischen Halbinsel Cowal in der Council Area Argyll and Bute. Sie zieht sich um das Kap Strone Point an der Abzweigung der Meeresarme Holy Loch und Loch Long aus dem Firth of Clyde etwa fünf Kilometer nördlich von Dunoon und neun Kilometer westlich von Helensburgh.

## Geschichte
Ende des 19. Jahrhunderts wurde Strone als eine Ansammlung von Villen entlang der Küste von Holy Loch beschrieben. Es gehörte damals zu den modernen Seebädern, welche die Bevölkerung von Glasgow nutzte. Täglich bestanden mehrere Fährverbindungen nach Glasgow und Greenock. Es gab dort eine Poststelle, eine Bank, eine Fermeldestelle und Hotelbetriebe. 1884 ließ der aus Paisley stammende Großindustrielle James Coats junior die Villa Dunselma oberhalb von Strone Point errichten. Bei dem markanten vierstöckigen Gebäude handelt es sich um das einzige Baudenkmal der höchsten schottischen Denkmalkategorie A in Strone. Im Jahre 1971 wurden 363 Einwohner in Strone gezählt, was einem Bevölkerungsrückgang seit 1891 mit 537 Einwohnern entsprach. In neueren Zensusdaten ist Strone mit dem benachbarten Kilmun zusammengefasst. Insgesamt lebten 1991 dort 865 Personen.